# 複雜蜃景
複雜蜃景（義大利語：Fata Morgana），亦音譯為法達摩加納，是一種不常見且形式複雜的海市蜃樓，一般属于上蜃景，它只出現在正好在地平線上的一小段窄帶。這是個義大利語詞彙，取自亞瑟王傳說中登場的巫婆摩根勒菲，因為人們相信這些海市蜃樓是出自摩根勒菲的巫術。
在墨西拿海峽經常可見，她的巫術所創建在空氣中的仙女城堡或虛幻的大地，被設計用來引誘水手。雖然複雜蜃景這個詞經常被錯誤的應用在其它更常見的海市蜃樓景象，但真正的複雜蜃景既不同於一般的上蜃景，也不同於下蜃景。
複雜蜃景的影像扭曲或破壞物體的顯著特徵，經常使這些物體難以被變認。複雜蜃景可以出現在海上、陸地，在極區或在沙漠。這種蜃景幾乎可以涉及遠處所有類型的物體，包括船、島嶼、和海岸線。
複雜蜃景往往是瞬息萬變的。蜃景包括一些倒影（上下顛倒）和抬升（筆直地上升）的影像，並且會與另一個影像堆疊在一起。複雜蜃景還會交替的呈現壓縮和伸展的區域。
這種光學現象的發生是因為光線通過空氣中溫度不同的陡峭逆溫層經由大氣波管造成的（逆溫層存在的條件是當暖空氣存在於有明確界限定義可區別的冷空氣之上。這種溫度反轉是異常的狀態，通常是越靠近地面的溫度越高，而越上層溫度越低。）
在平穩的天氣，一層明顯溫暖的空氣可以滯留在較冷而密度較高的空氣之上，造成行為像透鏡折射的大氣波管，產生一系列包括倒置和抬升的影像。複雜蜃景的存在需要波管；單獨只有逆溫層不足以形成海市蜃樓。逆溫層經常單獨出現而沒有大氣波管；但沒有逆溫層先形成，大氣波管是不可能存在的。

## 觀測複雜蜃景

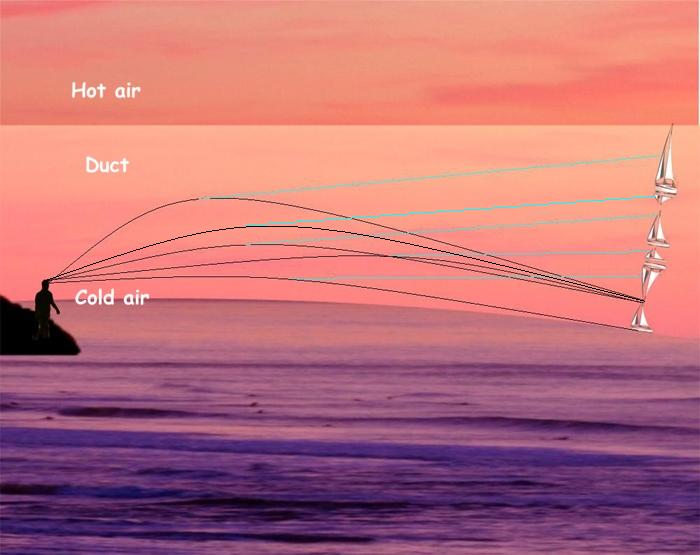
解釋複雜蜃景的示意圖。

複雜蜃景幾乎可以在任何區域中觀察到，但是最常見的是在極地，特別是有著一致低溫的大片冰層。在極地的複雜蜃景現象都在相對較冷的天氣被觀察到，然而在沙漠、海洋、和湖泊，可以在熱天觀察到。
要生成複雜蜃景，逆溫層須要對光線造成強大的偏折，在逆溫層內的偏折必須大於地球表面的曲率。在這樣的條件下，光線被偏折並且成為弧形。一位觀測者的位置必須在其中或低於大氣波管之下才能看見複雜蜃景。
從海平面到高山頂，甚至在飛機上，在大氣層的任何高度都可以看見複雜蜃景。

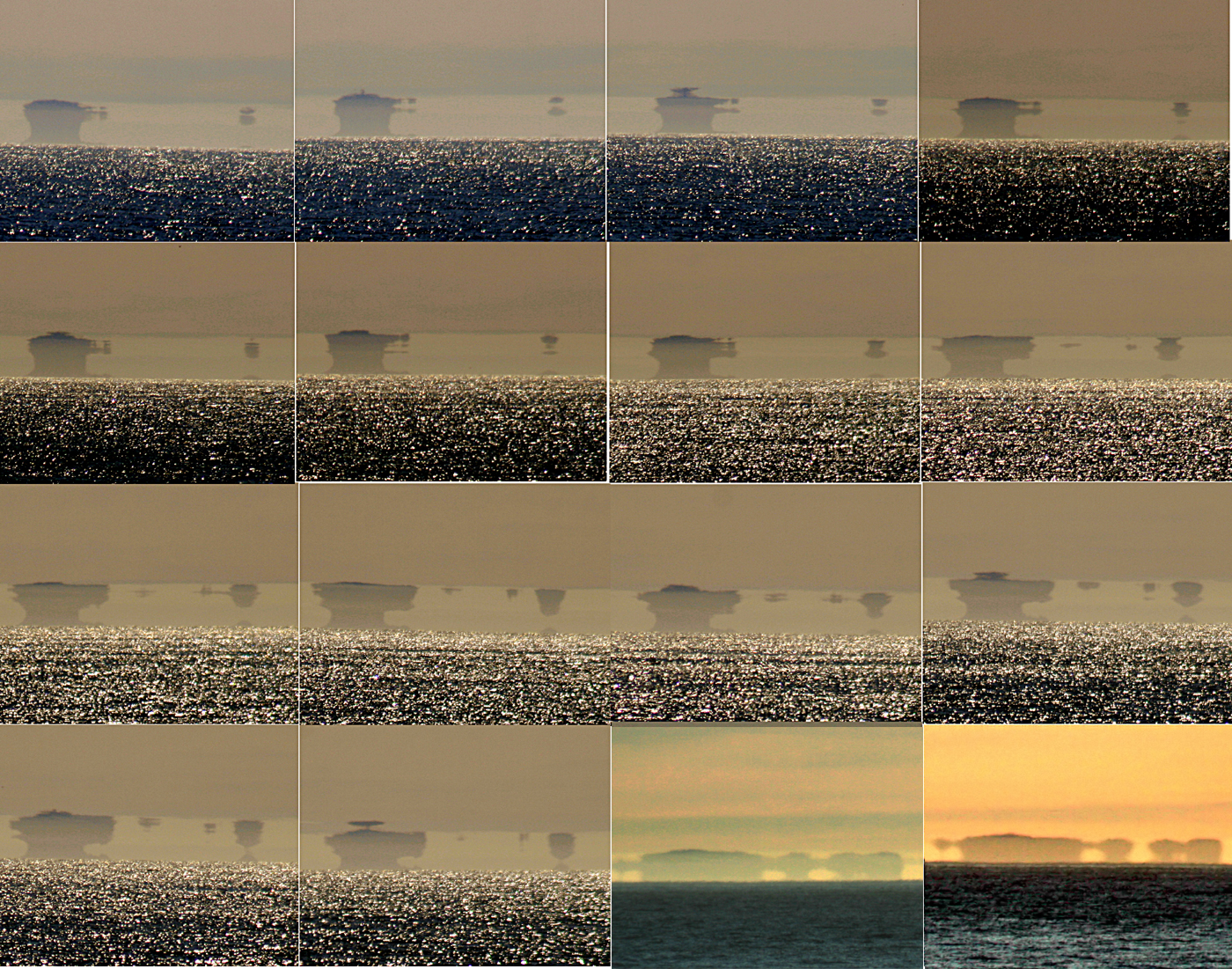
從舊金山看見一系列法拉隆群島的複雜蜃景。

複雜蜃景可以被描述成非常複雜的上蜃景與超過三個以上的扭曲、抬升和倒置的影像。因為大氣的情況不停的改變，複雜蜃景在幾秒鐘的時間內就會產生變化，這種改變包括變成明確的上蜃景。
這裡呈現的一系列從舊金山看見的法拉隆群島海市蜃樓影像；所有的16張影像都是在同一天拍攝的。
在前面的14張影像，呈現出法拉隆群島被壓縮和拉伸的複雜蜃景，最後兩張是在數小時後，大約日落時分拍攝的。在這個時刻，空氣變冷，而海水的溫度有可能比較溫暖一點，造成逆溫層不若數小時前的極端。海市蜃樓在此刻雖然依然存在，但已不若日落前數小時般複雜，蜃景不再是複雜蜃景，取而代之的是單純的上蜃景。
用裸眼就可以看見複雜蜃景，但是若要看見其中的細節，最好是透過雙筒望遠鏡、望遠鏡，或是像此處這些影像的例子，透過望遠鏡頭。

## 著名的傳說和觀察

### 飛翔的荷蘭人
依據民俗的說法，飛翔的荷蘭人是一艘揚帆遨遊七海，永遠不會靠岸的鬼船。飛翔的荷蘭人通常是來自遠方的斑點，有時會看見鬼火灼灼的鬼燈。對飛翔的荷蘭人一個可能解釋是起源於海上看見的複雜蜃景
。

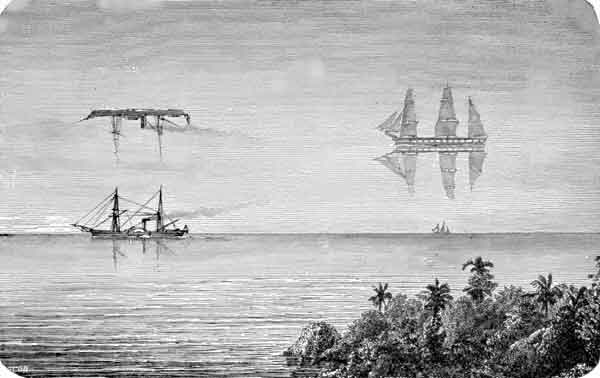
19世紀一本與錯覺有關的書，顯示嚴重誤導虛構看法的上蜃景。實際的蜃景永遠不會高於海平面如此之多，並且上蜃景不會如圖右所示的增加物體的長度。

有一艘鬼船與一群鬼水手航行在空中的鬼海中的消息，很快的就傳遍了全船，這是一個不祥之兆，意味著全船沒有一個人可以再看見陸地。船長被告知這個精彩的故事，並且來到甲板上，他向水手們解釋這個奇特的景觀是另一艘因為距離遙遠而看不見的船，航行在蜃景之下的水面被反射的影像。他說：在某些條件之下的大氣，當陽光能將在地球上物體的影像完美的呈現在空氣中，就像透過水或玻璃呈現的影像，但它們一般都不是正立的，就像現在這艘船的情形，是倒置的 － 底部朝上。出現在空中的這種現象稱為海市蜃樓（蜃景）。他命令一名水手前往前桅杆頂端，並觀察鬼船的下方。這名水手服從命令，並且報告他可以看見浮在空中的船隻下的水面，確實有一艘這樣的船。就如同在空中看見的那一艘輪船，只有一艘這樣的輪船，並且底部是朝上的，就如同船長所說的蜃景一般的出現。不久之後，這艘輪船本身也被看見了。水手們現在瞭解了，並且再也不會相信幽靈船的說法。
在向船員解釋這種現象的時候，船長可能更精確的使用折射這個詞而不是用反射，因為這種倒影是由空氣層的折射造成的。這本書的圖解也是不正確的，它呈現了如上圖右側的蜃景：蜃景永遠不會大於原物體，所有出現在這種蜃景上的扭曲和放大都在垂直方向上，而不會在水平方向。
複雜蜃景的上蜃景可以讓一艘船以多種形式出現。即使蜃景中的船看起來不像是懸浮在空中，它看起來依然像是鬼影和不尋常的，更重要的是它的外觀不斷的在變化。有時一個複雜蜃景肇因於船出現在漂浮的波浪之中，在其他的時間，出現一艘倒置的船航行在高於「真正的」船隻之上。
事實上，很難對一個複雜蜃景中的獨立片段的蜃景說出何者是「真實」的，而何者不是實物：當一艘船的實景不在視野中時，是因為它仍位於地平線之下，複雜蜃景可能會導致它的影象提升，因此觀察員所看見的所有影像都是蜃景。換言之，如果真實的船隻在地平線之上，它的影像可以被複製許多次和被複雜蜃景處心積慮的扭曲>

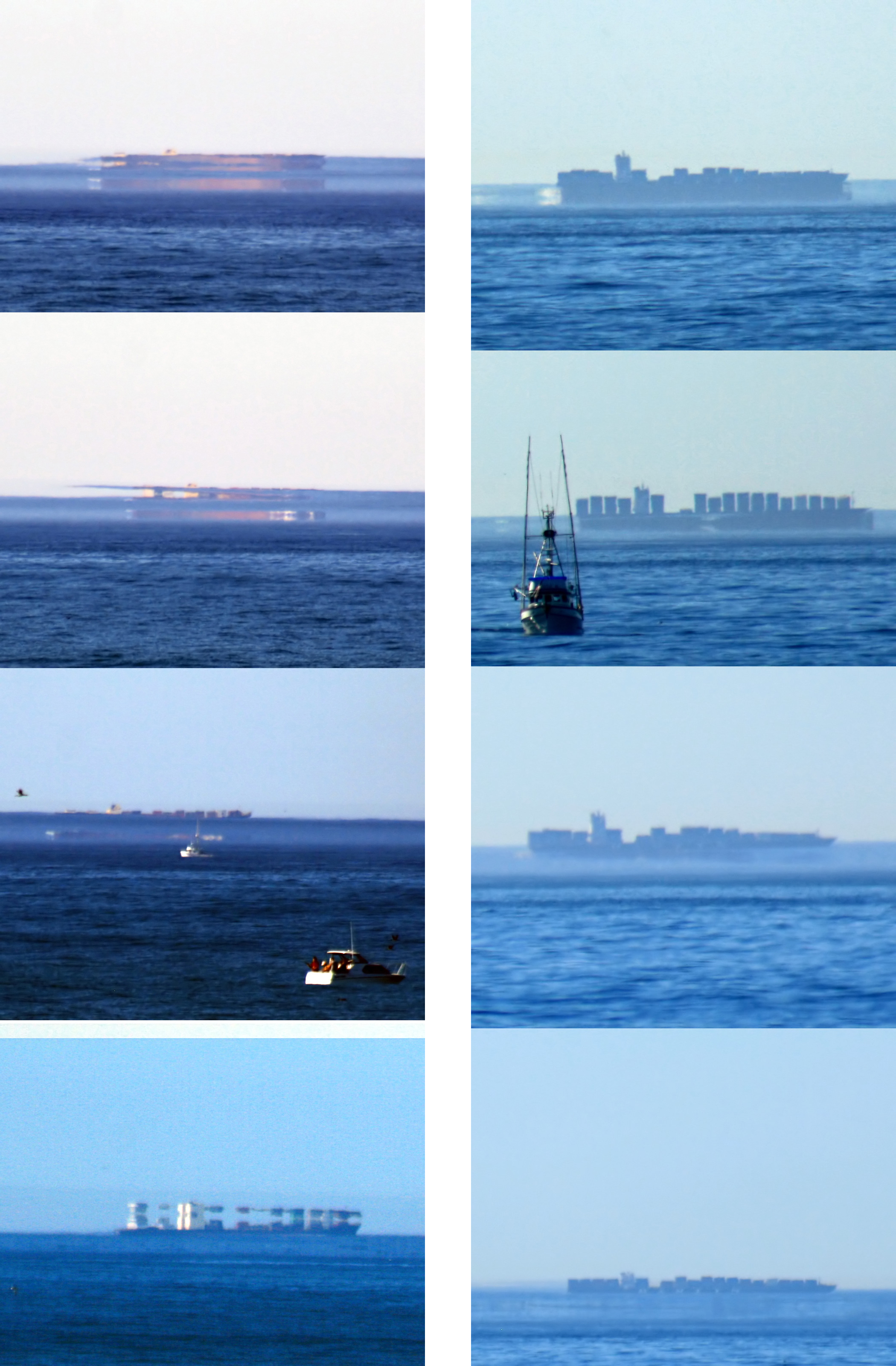
兩艘船由於複雜蜃景出現在外觀上的變化：在第一列的4個框架是#1船，在第二列的4個框架是#2船。
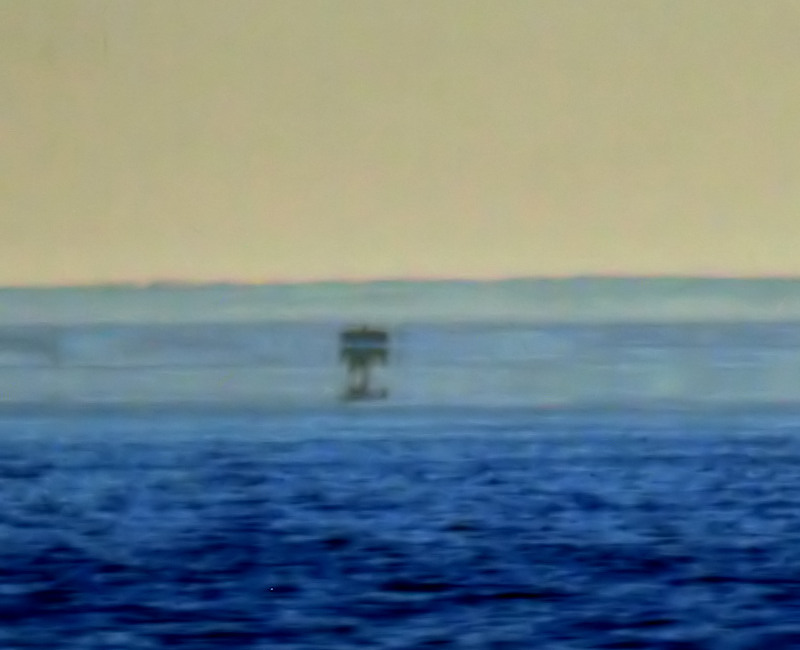
在這個蜃景，至少可以看見有3個獨立的船隻影像。「真實」的一艘船在底部，最上面的是正立的位置，在中間的是倒置的。
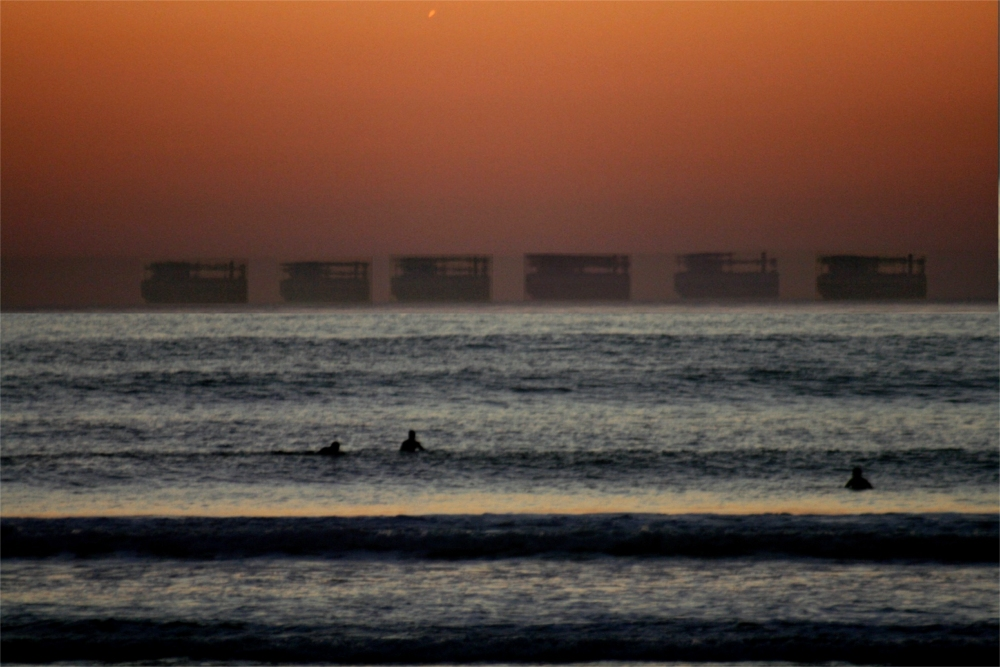
仔細觀看上蜃景的六個框架，可以顯示一艘船的蜃景從一個影象至下一個影象是如何變化的。

### 克羅喀山和克羅喀地

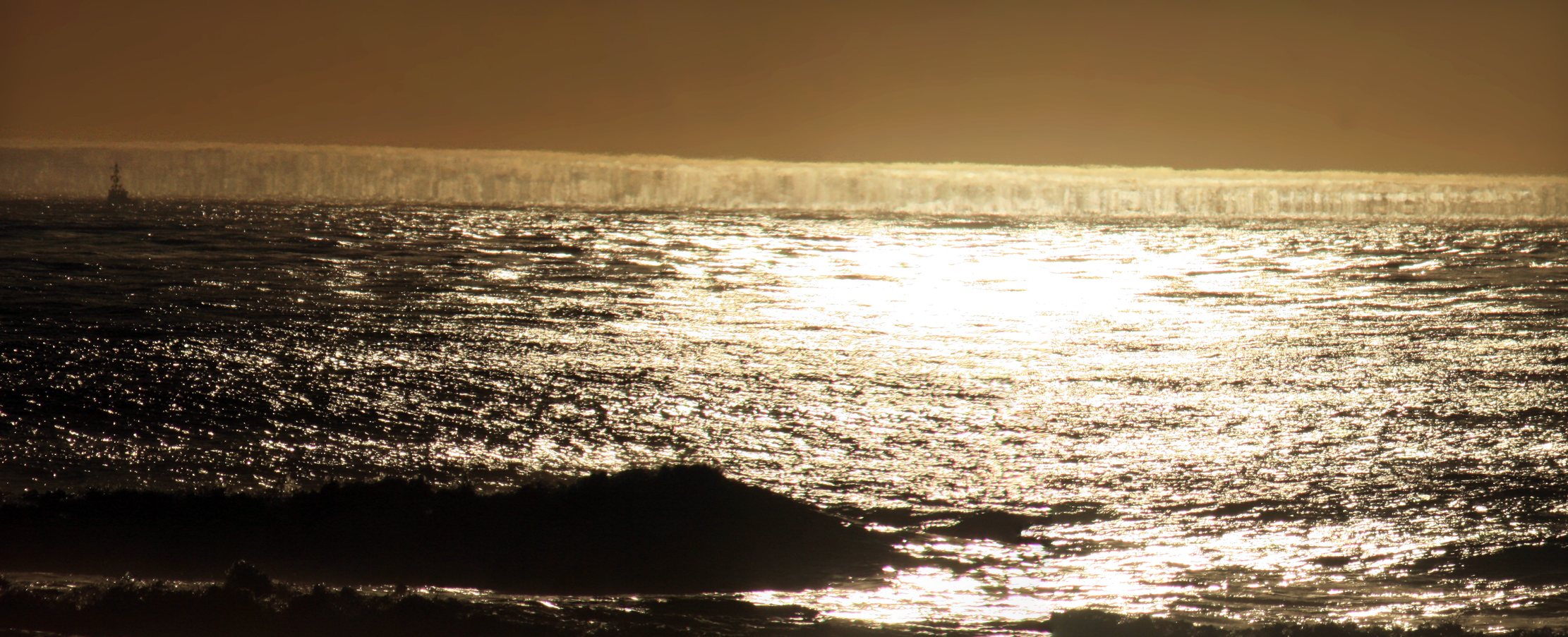
海洋表面的複雜蜃景和太陽反輝，在影像的左邊有一艘小船。

在19世紀初期，複雜蜃景還要為一個位於北極的不實發現，被稱為「克羅喀山」和「克羅喀地」的虛構地點負責。
在大多數情況下，複雜蜃景顯示出與固體相關聯的物件，但是在某些情況下，即使海平面本身也可以創造出複雜蜃景（參見右邊的圖像）。在圖向左側的小船看起來好像是正「牆」的後面穿出來。但在現實中，這艘船上的水手看不見這道牆。這堵牆在真實中並不存在，它只是在海岸上的觀測者看見的蜃景。取決於實際的條件，船上的水手們可能或也可能沒有看見過類似的現象出現在他們的地平線上。如果水手們看見這堵「牆」，並且試圖去靠近它，他們一定會很失望，因為這如同彩虹的終點，是永遠不可能抵達的複雜蜃景。
以完全相同的方式，「克羅喀山」和「克羅喀地」都是在北極被明顯的看見，但卻永遠無法抵達的陸地。看似明顯的「山」可能只是冰凍在冰洋上面的冰山，另一方面，也可能單純只是不平的冰面本身造成的。

#### 克羅喀山
在1818年，約翰·羅斯爵士在試圖發現長期以來追尋的西北航道的旅程，羅斯的船舶抵達加拿大的蘭卡斯特海峽。西北航道就在正前方，但約翰·羅斯並未繼續朝這個方向前進，因為他看見，或是他認為他看見，在遠方有一大片山和陸地，而他認為再進一步幾乎是不可能的。他將這個虛幻的山脈和陸地命名為「克羅喀山」。他不顧許多同僚，包括他最親密的夥伴威廉·愛德華·帕里和愛德華·薩拜恩等人的堅決反對，放棄並且返回了英格蘭。一年之後公布的航程，揭露了他們之間的分歧，以及隨後對克羅喀山存在的爭議毀掉了他的聲譽。僅僅就在一年之後，威廉·愛德華·帕里就繼續向西航行，通過了那些不存在的山。
約翰·羅斯爵士犯了兩項錯誤。他的第一個錯誤是，當他確信看見了實際上不存在的大片陸地和山脈時，不顧一定比他更熟悉蜃景的同僚們的反對。羅斯的第二個錯誤是以海軍部第一秘書的名字命名，以高官的名字命名的實際上只是蜃景，使他日後付出了極大的代價：他隨後的探險和資金需求都被拒絕，而被迫使用私人的資金來支應。

#### 克羅喀地
由於奇怪的巧合，在羅斯探險之後88年，1906年羅伯特·皮爾利的探險，也將他在現今加拿大境內努納武特的西北最高點湯瑪斯·哈伯德角，他為所看見的遠方大片土地命名為克羅喀地。皮爾利以日後的皮爾利北極俱樂部的喬治·克羅喀命名他所看見的大片土地，皮爾利估計這片土地在130英哩之外，位置大約是北緯83度，西經100度。
目前已知這個地方並沒有陸地。皮爾利看見了甚麼？幾乎可以肯定是複雜蜃景。

#### 克羅喀地探險
在1913年，唐納德·巴克斯特·麥克米倫發起克羅喀地探險，目地是前往克羅喀地並進行探勘。
在4月21日，遠征隊的成員似乎在西北方的地平線上看見巨大的島。正如麥克米倫之後所說：「丘陵、山谷、皚皚白雪覆蓋的山峰在地平線上延伸至少120度。」
Piugaattoq，探險隊中在這個領域具有20多年經驗的因紐特獵人，解釋說這只是一種錯覺。他們稱之為「poo-jok」，意思是霧。然而麥克米倫堅持它們必須前進，而不顧他們已經處在海冰破碎季節晚期的事實。它們追隨著蜃景繼續前進了5天，直到4月27日，已經在危險的海冰中推進了大約125英哩，麥克米倫終於承認Piugaattoq 是正確的。克羅喀地其實只是蜃景，最可能就是複雜蜃景。
稍後，麥克米倫寫道：
那天非常晴朗，沒有雲或絲毫的霧；如果可以看見陸地，就是我們現在這個時刻。真的，是在那裡！甚至不用望遠鏡就能看見，從西南向東北真實的延伸。我們強大的望遠鏡，然而……帶出更明顯的黑色背景與白色的對比。整體看似丘陵、山谷、皚皚白雪覆蓋的山峰到這種程度，好似我們未曾在冰凍的海上推進了150英哩，我們脫離了現實的生活。然後我們的判斷力和現在一樣，這是蜃景或是海冰中的朦朧形像。
這次的探險收集到有趣的標本，但仍被認為是一次非常昂貴的錯誤與失敗。最後的花費是$100,000，在當時算是一大筆的支出。

### 在安大略湖的蜃景
在1866年7月，從安大略的京士頓看見的船與島嶼的蜃景：
在星期日黃昏的6-7點鐘望向湖中，可能已經看到了俗稱為海市蜃樓的大氣現象－蜃景。從阿默斯特島的中央以平行線橫越至東南，似乎都觀察到這種現象，這個島的下半部以平常的外觀呈現，上半部是異常的扭曲，並明顯的成為向上提伸兩、三百英尺高的柱狀。上緣或雲從這個高度向南展開，形成了物體的影像。航行在在這片雲前面的三桅帆船出現了雙重的影像，同時她在水面上出現輕微的扭曲，她在背景雲中的影像是倒置的，兩者混合在一起產生奇特的景緻。在同一時間，船和她的影子再度的重合在一起，形成更加黑暗的形式，不同的是，她的底部是在平靜水面上的前景。另一艘三桅船的船體完全在地平線之下，只能看見中桅帆，船體的陰影成為前景，在這種情況下完全沒有看見倒置。借助於望遠鏡，或許可以觀察到與船隻有關的更多與更詳細的光學現象，因為在當時最接近的船是在16英里遠。這個現象至少持續了一個小時，並且幻影中的特徵無時無刻不在改變。
「只有借助於望遠鏡才可以看見」是對蜃景中的船隻有趣的描述。這是在觀察複雜蜃景常有的情況，觀測者需要借助於望遠鏡或雙筒望遠鏡來確認是否真的是蜃景。文章中多次提到的「雲」很可能是指波管。
在1894年8月25日，科學美國人描述美國紐約州的水牛城的居民看到的驚人蜃景：
在紐約州水牛城看見的蜃景：在1894年8月6日上午10至11點，紐約州水牛城的居民看見驚人的海市蜃樓。這是多倫多城的海港和海港南方的小島。多倫多與水牛城鄉距56英里，但是教堂的尖頂是非常容易辨識的。蜃景佔據了整個安大略湖的寬度，被認為是多倫多東區羅徹斯特郊區夏洛特的投影。可以看見從夏洛特前往多倫多的旅行航線上有側輪的蒸氣輪船。兩個黑暗的物體最後被辨識出是往來於路易斯頓和多倫多的紐約中心郵輪。一艘帆船也突然出現和消失，蜃景開始慢慢的變淡。數千名聚集在屋頂和辦公大樓的民眾失望而歸。傾斜的雲是蜃景消失的原因。從水中逐漸升起的城市是完美的呈現出來，蜃景與地圖比對顯示完全一致沒有任何輕微的扭曲。估計有20,000的群眾看見了這種新奇的景象。這個海市蜃樓是所知的第三階：也就是遠方巨大的幻影升起在地平線上並且沒有倒置，並且有著第一階和第二階的蜃景，但是在天空中呈現出遠方完美的景觀。— 科學美國人，1894年8月25日。

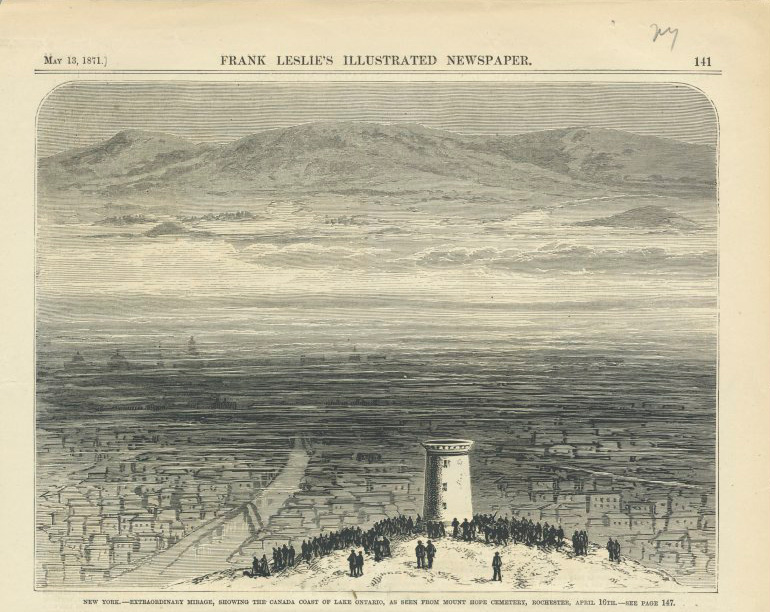
在1871年4月16日從紐約州的羅切斯特看見加拿大海岸的海市蜃樓。

這些敘述可能是參考了巨大的幻影是由於逆變而不是真實的蜃景。

### 複雜蜃景和不明飛行物

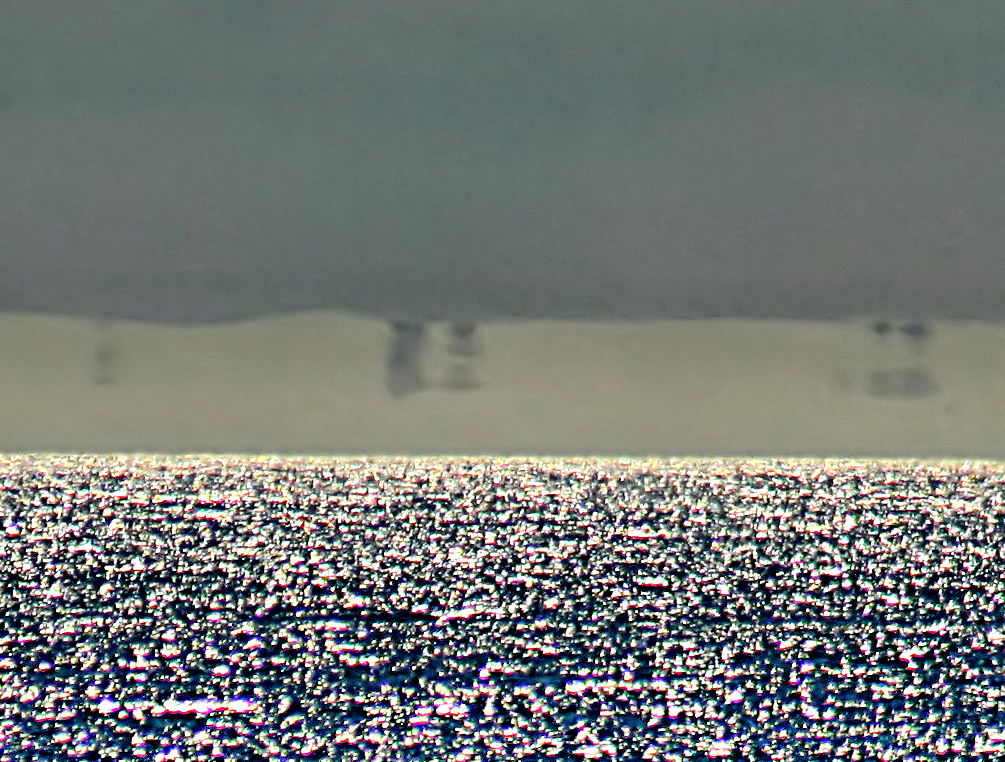
扭曲的複雜蜃景圖像下方是在遠處可辨認的船

複雜蜃景可能會繼續欺騙一些觀察者。現代幾乎沒有人相信飛翔的荷蘭人 ，但是複雜蜃景仍然有時會被誤認為來自其它世界的物體，像是不明飛行物。
複雜蜃景可以顯示位於天文地平線之下的物體，有如翱翔在天空中的物體。複雜蜃景也可以在垂直方向上放大這些物體，並使之看起來完全無法辨識。
有些從雷達看見的不明飛行物可能也是複雜蜃景造成的。官方的不明飛行物在法國的調查指出：

眾所周知，大氣波管可以解釋某些光學蜃景，特別是被稱為「複雜蜃景」，由遠距離的海洋或基本上表面是平的冰造成的北極錯覺，出現在檢測器中的是垂直排列的柱狀物和塔尖，或「空中城堡」。
人們通常假設蜃景很罕見的，但這只能針對真實的光學蜃景，雷達蜃景的條件卻很常見，這是因為大氣層中的水汽對雷達波的折射比對光波更為強烈。由於雲與水蒸氣高度聚集的區域有所關聯，所以水蒸氣引發的光學蜃景往往要經由不透明的雲呈現才能察覺。另一方面，雷達波的傳遞基本上不受雲中水滴的影響，所以水蒸氣量在高度上的變化對大氣波管和雷達蜃景的生成有很大的影響。
複雜蜃景已被使用在澳洲被命名為小綠光（Min Min light）的神祕現象的一種可能的解釋。

### 南極洲
澳洲處於夏天時，從麥克默多站常能看見複雜蜃景橫越過麥克默多角。

## 在文學作品中的複雜蜃景
複雜蜃景常與一些神秘的、有時永遠接觸不到的東西相結合。
噢 甜蜜的幻想之歌
在在引誘著我，
在孤獨的場所，與人群
擁擠的大道！

我走近但你們卻消失了，
我抓住你，你依然離去
但無論是白天和夜晚，
旋律在悲鳴。

疲憊的旅人看見
在沙漠或遼闊的草原，
藍色的湖泊懸垂的樹木
投下令人娛悅的陰影；

公平高懸在塔頂
並且屋頂閃耀著黃金，
當他接近時消失，
像霧一起滾動 --

所以我獨自漫步漫步， 
在我面前永遠閃爍著光芒
閃耀之城的歌，
在夢中美麗的大地上。

但當我將進入大門
那金色的氣氛，
它卻已消逝，令我驚異和期待著
美景再現。

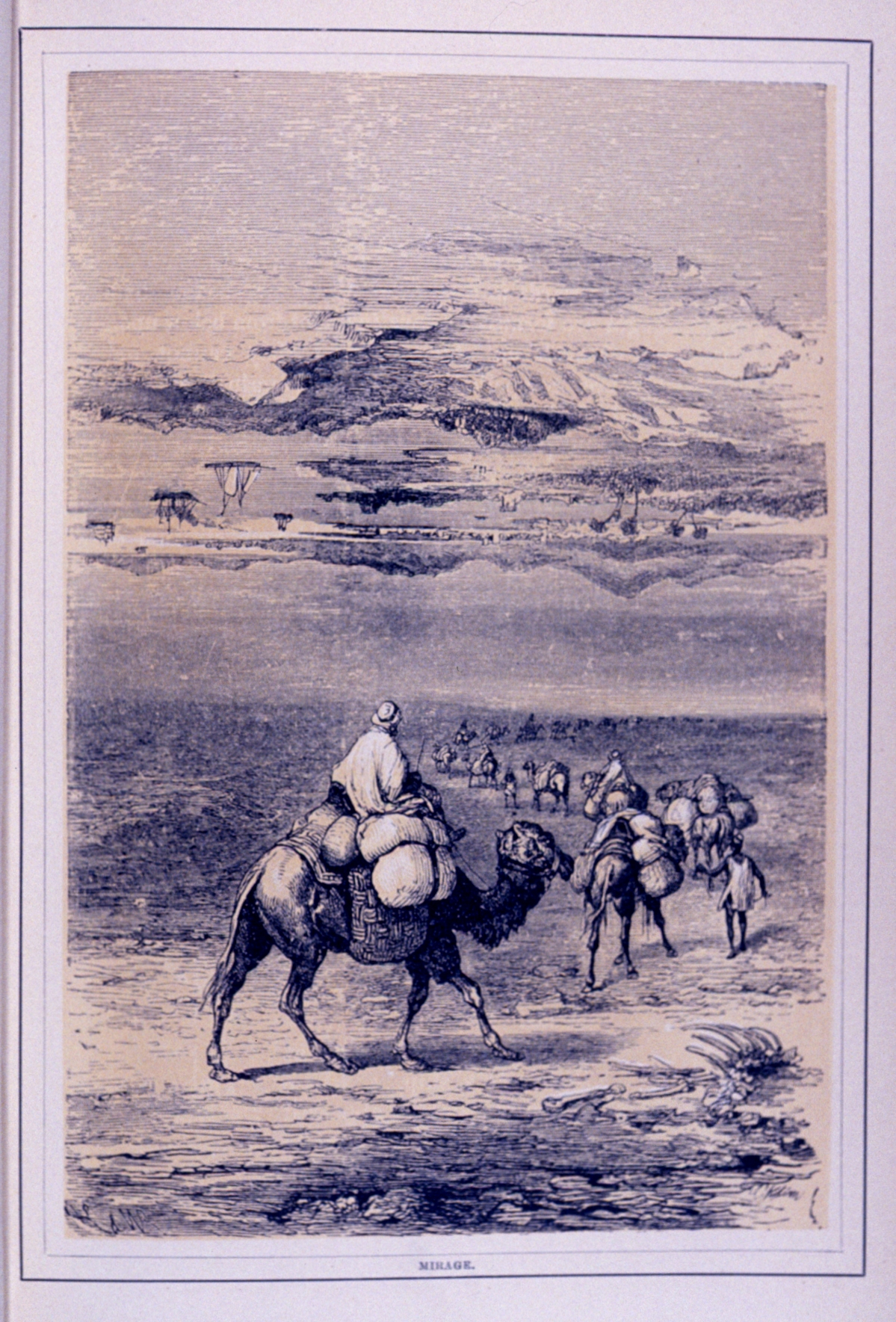
在1886年繪製，不切合實際的在沙漠中的「複雜蜃景」。

值得注意的是在這一行：「疲憊的旅人看見在沙漠或遼闊草原的藍色湖泊，懸垂的樹木投下娛悅的陰影」，因為提到藍色湖泊，很明顯的作者不是在描述複雜蜃景，而是很常見的下蜃景，或是沙漠的海市蜃樓。此處顯示1886年繪圖顯示在沙漠的複雜蜃景可能只是對那首詩有著豐富想像力的插圖，但現實中並沒有像看起來那樣的蜃景。安迪·楊寫道：「它們始終侷限在狹長的天空 － 小於手臂伸直時一根手指的寬度 － 在地平線上」。

美国加州圣十字城拍摄到的一个法达摩加纳

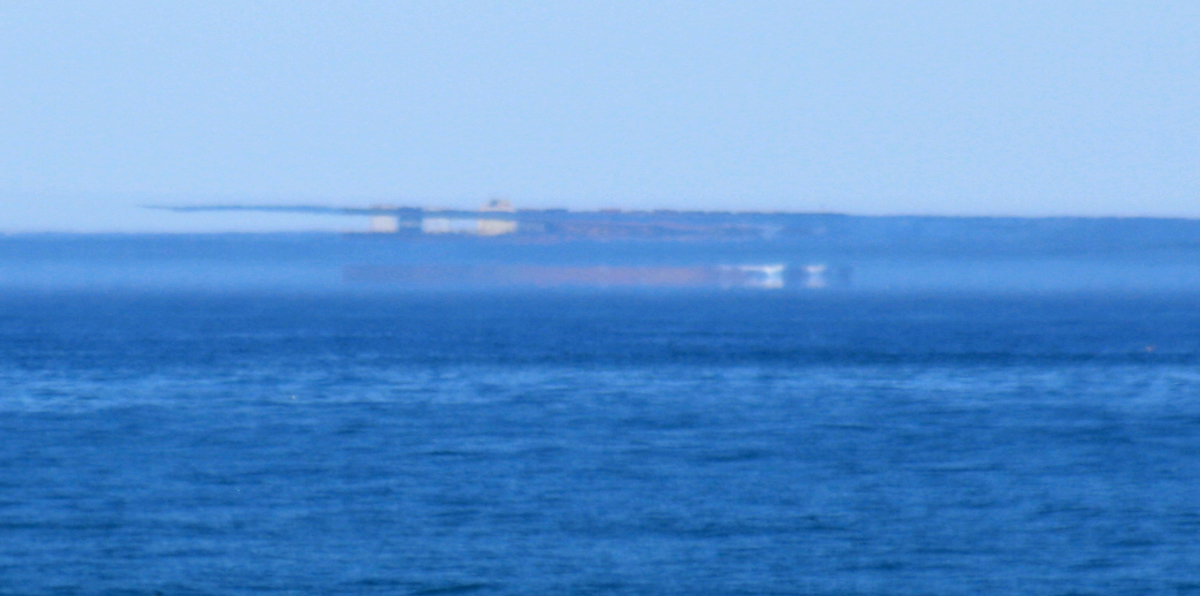
一艘船的複雜蜃景。

18世紀的詩人，Christoph Martin Wieland寫了關於「在空中的複雜蜃景城堡」。空中城堡的想法或許是難以抗拒的，所以許多語言中仍然使用「Fata Morgana」這個詞來描述海市蜃樓。
庫爾特·馮內古特在貓的搖籃（Cat's Cradle）這本黑色幽默的諷刺小說中提到過「複雜蜃景」這個名詞，作為在小說文字中一些個別過度修飾的低點。